# Skoroszyce
Skoroszyce (deutsch Friedewalde) ist ein Ort in der Landgemeinde Skoroszyce im Powiat Nyski der Woiwodschaft Opole in Polen. Es ist zugleich Verwaltungssitz der Landgemeinde.

## Geographie

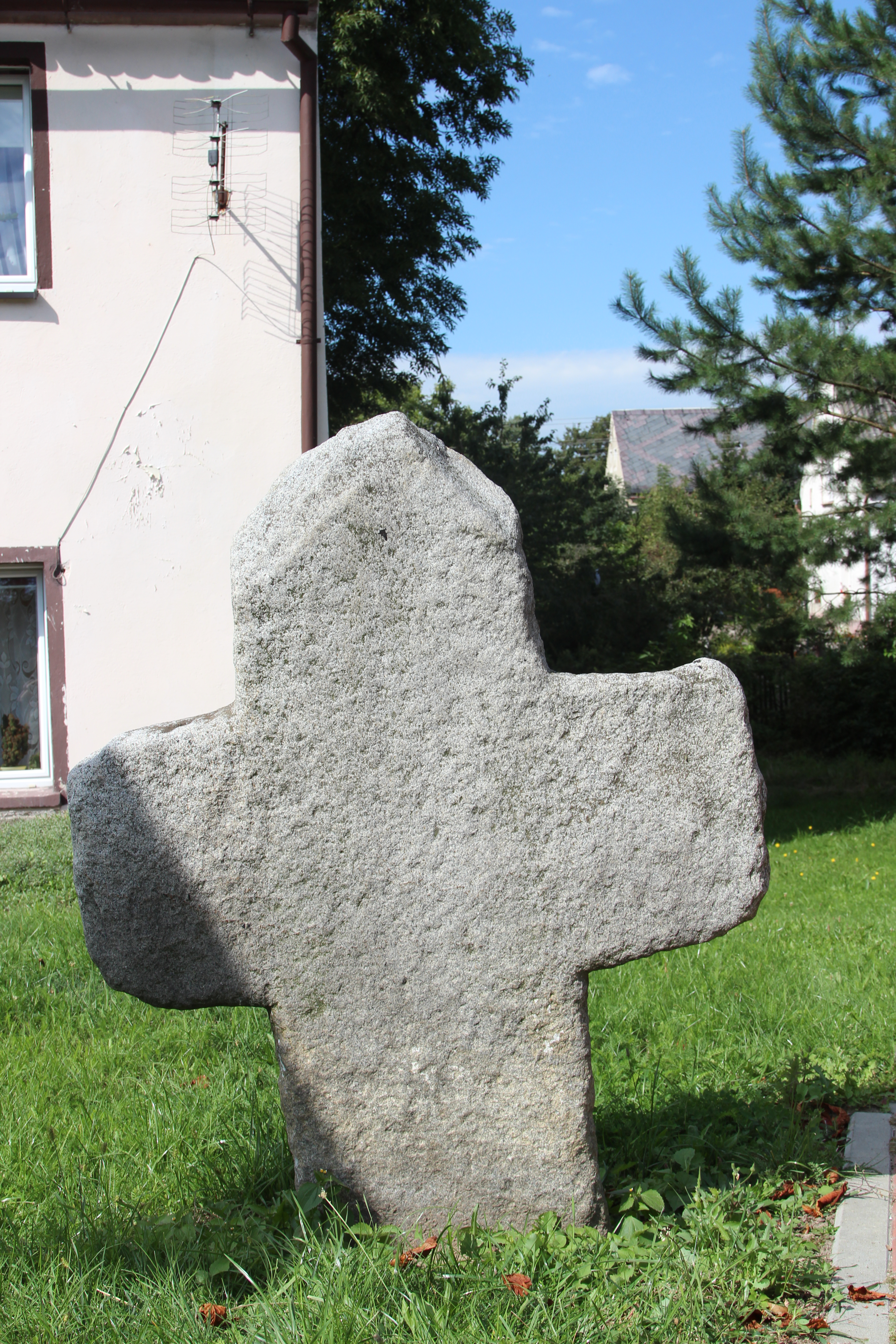
Sühnekreuz

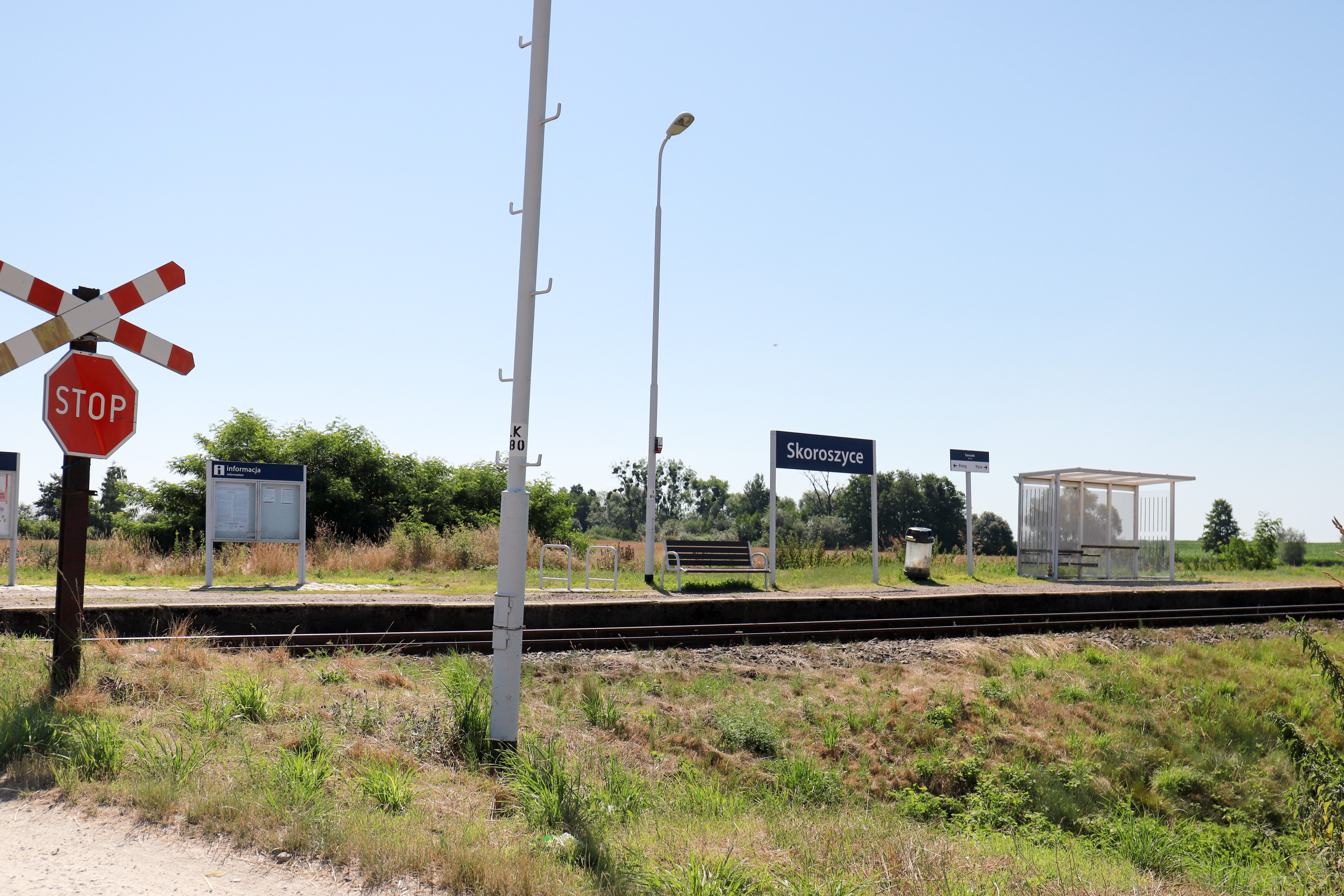
Bahnhaltestelle (2023)

Das Straßendorf Skoroszyce liegt etwa 14 Kilometer nordöstlich von Nysa (Neisse) und 47 Kilometer südwestlich von Opole (Oppeln) in der Nizina Śląska (Schlesische Tiefebene) an der Młynówka (Mühlgraben), einem linken Zufluss der Glatzer Neiße. Durch den Ort verläuft die Woiwodschaftsstraße 401. Die Bahnhaltestelle Skoroszyce liegt an der Bahnstrecke Nysa–Brzeg.
Nachbarorte von Skoroszyce sind im Norden Chróścina (Falkenau), im Osten Brzeziny (Groß Briesen), im Süden Makowice (Mogwitz) und im Südwesten Mroczkowa (Eckwertsheide).

## Geschichte
Das Dorf Friedewald wurde um 1237 nach Deutschem Recht durch den Neißer Schultheiß Peter ausgesetzt.Im Breslauer Zehntregister Liber fundationis episcopatus Vratislaviensis aus den Jahren 1295–1305 wurde „Friedewald“ erstmals erwähnt. 1369 wurde es als Fredewald. 1545 wurde im Ort eine Kirche erbaut.
Nach dem Ersten Schlesischen Krieg 1742 fiel Friedewalde mit dem größten Teil Schlesiens an Preußen.
Nach der Neuorganisation der Provinz Schlesien gehörte die Landgemeinde Friedewalde ab 1816 zum Landkreis Grottkau im Regierungsbezirk Oppeln. 1845 bestanden im Dorf eine katholische Pfarrkirche, eine katholische Schule, ein Schloss, ein Vorwerk, eine Brennerei, eine Brennerei, eine Mühle, eine Scholtisei sowie 164 weitere Häuser. Im gleichen Jahr lebten in Friedewalde 826 Menschen, davon sieben katholisch. 1855 lebten 1026 Menschen in Friedewalde. 1865 bestanden im Ort eine 68 Bauer-, 28 Gärtner- und 19 Häuslerstellen. Die zweiklassige katholische Schule wurde im gleichen Jahr von 220 Schülern besucht. 1874 wurde der Amtsbezirk Friedewald gegründet, welcher aus den Landgemeinden Friedewalde und Groß Briesen und dem Gutsbezirk Friedewalde bestand. Erster Amtsvorsteher war der Rittergutsbesitzer Major a. D. Szmula. 1885 zählte Friedewalde 947 Einwohner.
1933 lebten in Friedewalde 1026 sowie 1939 1012 Menschen. Bis Kriegsende 1945 gehörte der Ort zum Landkreis Grottkau.
Friedewalde wurde am 5. Februar 1945 von sowjetischen Soldaten eingenommen. Zuvor fanden rund um Friedewald und Umgebung heftige Kämpfe statt.  Hierbei wurden zahlreiche Gebäude, darunter die katholische Pfarrkirche sowie das Schloss zerstört. Daraufhin fiel Friedewalde 1945 wie der größte Teil Schlesiens unter polnische Verwaltung. Nachfolgend wurde es zunächst in Kubinów umbenannt und der Woiwodschaft Schlesien angeschlossen. Die deutsche Bevölkerung wurde weitgehend vertrieben. 1947 wurde der Ort in Skoroszyce umbenannt. 1950 wurde es der Woiwodschaft Oppeln eingegliedert. 1999 kam der Ort zum wiedergegründeten Powiat Nyski. 2011 lebten 1452 Menschen im Ort.

## Sehenswürdigkeiten

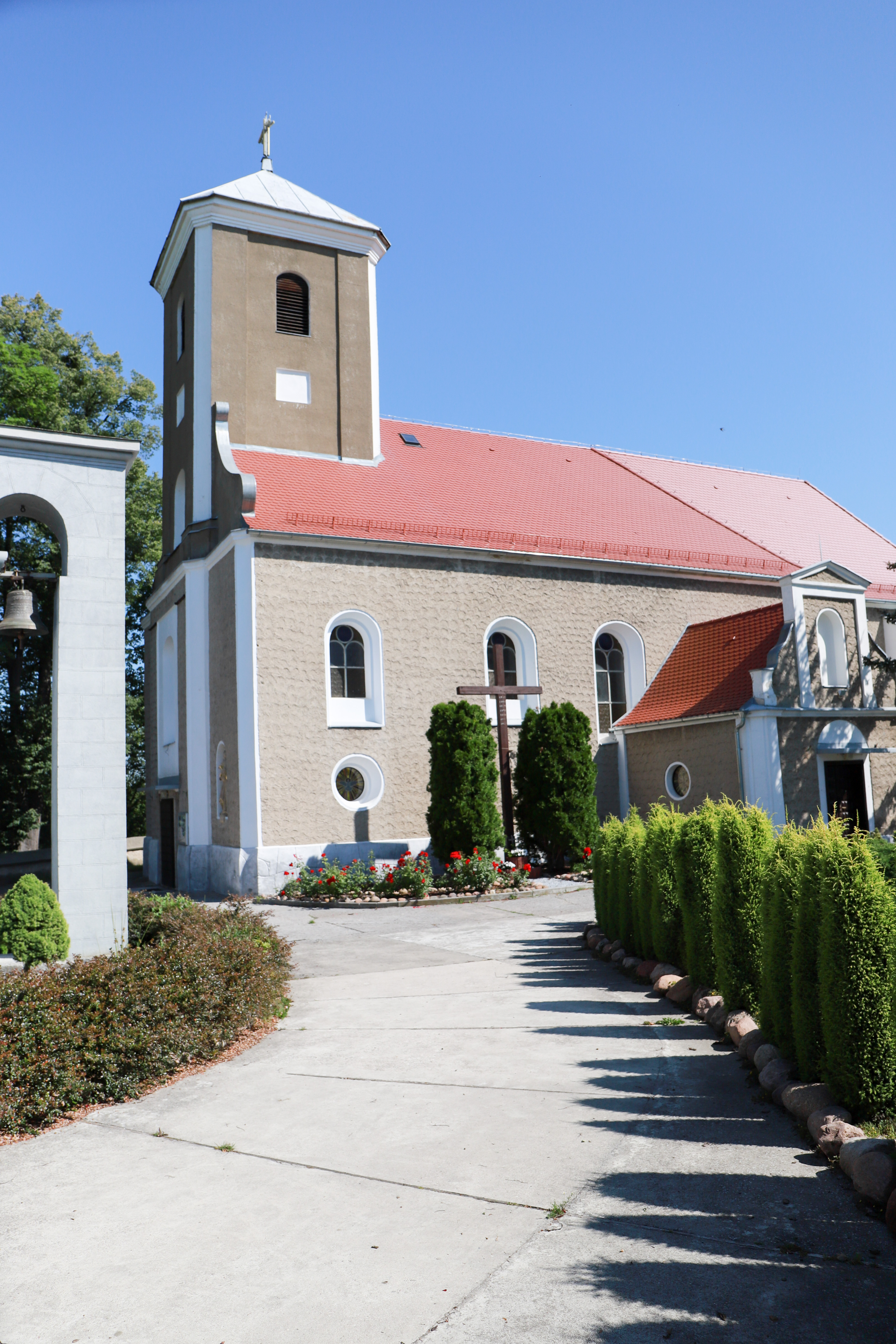
Die St.-Hedwig-Kirche

- Die römisch-katholische mit dem Patronat der heiligen Hedwig von Andechs (Kościół św. Jadwigi) wurde erstmals im 14. Jahrhundert erwähnt. 1738 entstand ein barocker Bau, der 1746 um einen barocken Glockenturm ergänzt wurde. Im Frühjahr 1945 wurde die Kirche zerstört, brannte nieder und der Kirchturm stürzte ein. Bis 1949 wurde das Gotteshaus dann unter polnischer Verwaltung in vereinfachter Form wieder aufgebaut.[11] Seit 1965 steht das Gebäude unter Denkmalschutz.[12]
- Sühnekreuz
- Hölzernes Wegekreuz
- Statue des böhmischen Landesheiligen Johannes Nepomuk

## Vereine
- Fußballverein LKS PLON Skoroszyce
- Freiwillige Feuerwehr GOPS Skoroszyce

## Persönlichkeiten
- Joseph Wilde (1778–1831), Komponist, Dirigent und Geiger